# Eos (Schiff)
Die Eos ist mit 92,92 Metern bzw. 304,86 Fuß die viertlängste Segelyacht der Welt. Der Name des Schiffes ist eine Anlehnung an die „Göttin der Morgendämmerung“ aus der griechischen Mythologie.

## Konstruktion

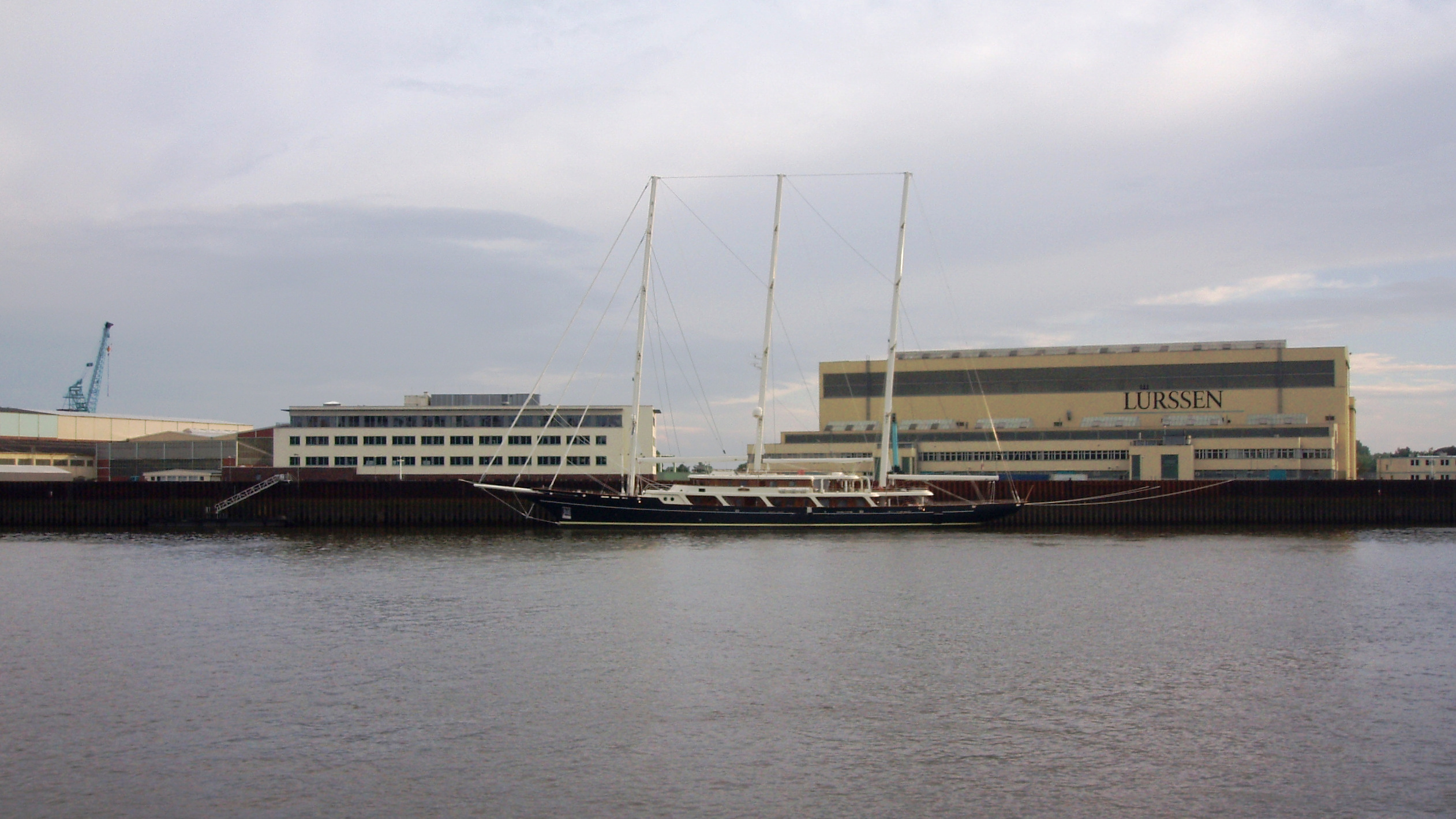
Eos auf der Lürssen Werft

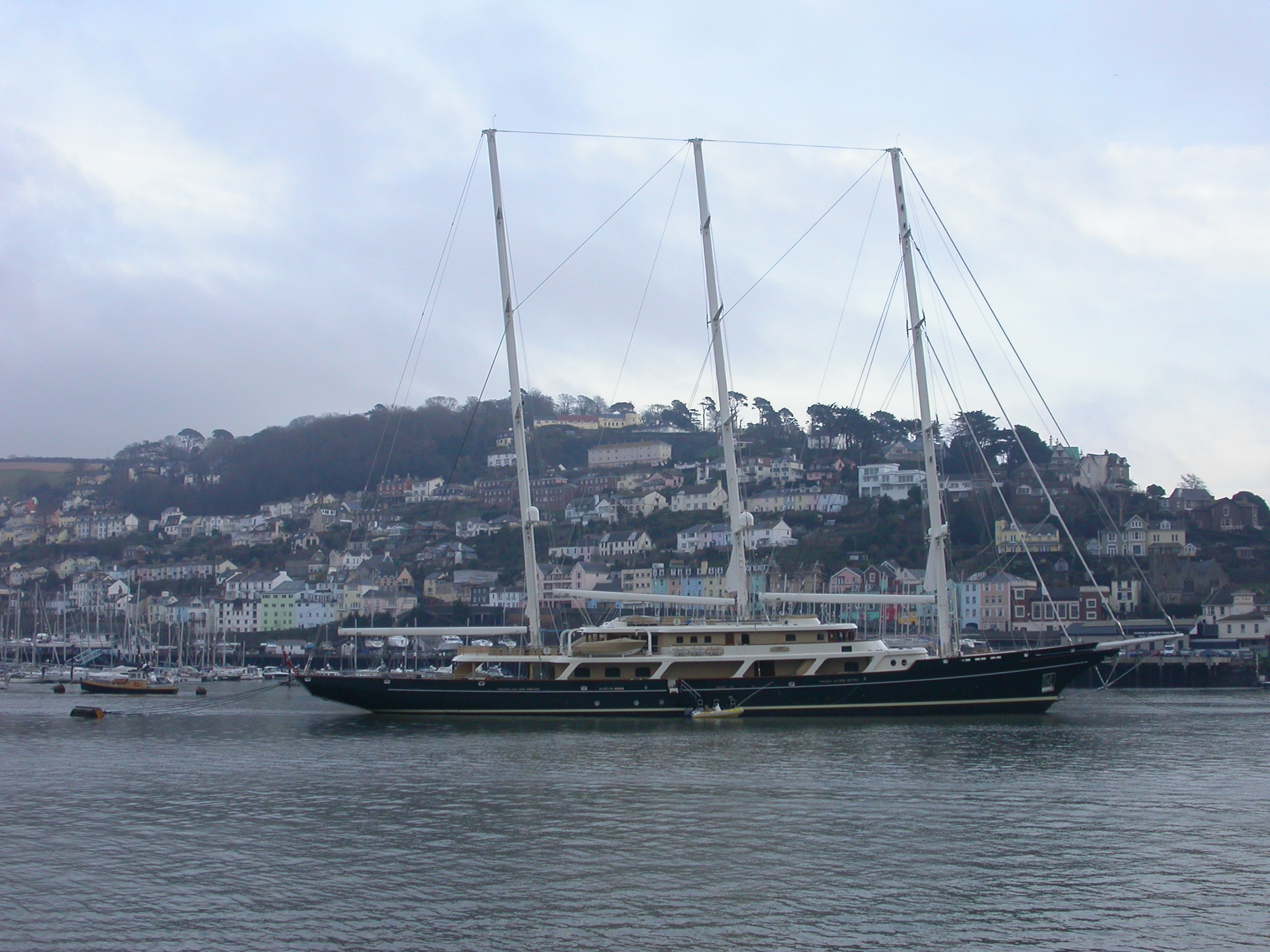
Eos in Dartmouth

Gebaut wurde die Eos unter größter Geheimhaltung innerhalb von drei Jahren bis 2006 auf der Lürssen-Werft in Bremen für den Medienmogul Barry Diller aus den Vereinigten Staaten. Die Konstruktion des Schiffes stammt von Bill Langan.
Für das gewaltige Rigg griff Lürssen auf die Erfahrung des Segelyachtspezialisten Rondal/Huisman aus den Niederlanden zurück. Der mit Bermudasegeln ausgestattete Dreimastschoner verfügt mit einer Mastlänge von 61 Metern über die maximale Masthöhe, mit welcher das Schiff noch die wichtigsten der von der Schifffahrt unterquerten Brücken weltweit passieren kann. Die gesamte Segeltechnik ist mit Motorwinschen und Rollsegeln vom Steuerstand aus fernbedienbar. Die Eos verfügt über drei Schratsegel und drei Stagsegel. Diese sind als Rollsegel mit Furlern von Rondal ausgelegt.
Einem 2007 in der Zeitschrift Harper’s Bazaar veröffentlichten Artikel zufolge, erhielt die Eos eine von Anh Duong geschaffene Galionsfigur der Ehefrau von Barry Diller, Diane von Fürstenberg.

## Ausstattung
Die Innenausstattung stammt von François Catroux. Die Eos verfügt über eine Suite für den Eigner sowie über opulenten Platz für zwölf Gäste. Viel mehr ist über die Inneneinrichtung nicht bekannt. Einer der Skipper der Eos, Kapitän Lucas Alexander, berichtet über sechs Schlafzimmer mit jeweils eigenem Badezimmer. Das ganze Schiff wäre vergleichbar mit einer großen und ziemlich luxuriösen High-End-Villa. Alexander wird zitiert mit: 

„Ich genieße es... Ich habe lange unstrukturierte Stunden und eine sich ständig verändernde Reiseroute. Wir folgen keiner bestimmten Route, sondern pendeln hauptsächlich zwischen dem Mittelmeer und der Karibik.“

```
Zur Besatzung gehören 21 Mann, darunter zwei Köche, drei Techniker, neun 
Decksleute
, Steuerleute und Stewards.
[
3
]
```

## Längste Segelyacht der Welt bis 2017
Gemessen an der „Länge über alles“ (Lüa) war die Eos bis 2017 die längste Segelyacht der Welt. Dies verdankte die Eos ihrem nicht unerheblichen Klüverbaum.
Seit Februar 2017 ist mit 142,81 m Lüa die SY A die längste Segelyacht der Welt.